# Mel Gambôa
Melakrini Olavo Gambôa, bekannter unter dem Namen Mel Gambôa, auch Mel Gamboa, (* 23. Mai 1984 in Bukarest, Rumänien) ist eine rumänisch-angolanische Schauspielerin, Moderatorin und Produzentin.

## Leben
Melakrini Olavo Gambôa wurde am 23. Mai 1984 in Bukarest, der Hauptstadt Rumäniens, in eine Familie mit drei Brüdern geboren. Ihre Familie – Gambôa hatte einen angolanischen Vater und eine rumänische Mutter – lebte immer abwechselnd in Angola und Rumänien. Nach dem Tod der Mutter, als Gambôa vier Jahre alt, zog die Familie komplett nach Luanda (Angola).
Dort absolvierte Gambôa ihre Schulausbildung und begann danach, 1998, eine Theaterausbildung bei der Gruppe Horizonte Nzinga Mbandi. Zwischen 2001 und 2003 arbeitete sie bei der spanischen Theatergruppe Los Sobrinos del Mago de Oz als Schauspielerin in Madrid. 2006 beteiligte sie sich an der Tanzgruppe Manésema.
2007 nahm Mel Gambôa an einem Kurs für Theater, Dramaturgie und Cinematographie des angolanischen Kulturministeriums teil mit dem Ziel bereits Aktive Schauspieler zu professionalisieren. Im gleichen Jahr trat sie das erste Mal im angolanischen Staatsfernsehen in der Telenovela Entre o Crime e a Paixão. Gleichfalls arbeitete sie für die Theatergruppe Elinga Teatro.
2008 engagierte das angolanische Staatsfernsehen TPA Gambôa als Moderatorin für verschiedene Sendungen. Sie moderierte bis 2011 eine Talkshow, ein People-Magazin sowie eine Reisesendung. Nachdem Gambôa ihr Engagement beim staatlichen Fernsehsender beendete, 2012 gründete sie eine eigene Schauspielschule mit dem Namen Estúdio de Actores und moderierte die nach ihr benannte Mel Gamboâ Show beim Radiosender Rádio Despertar. 2013/14 arbeitete Gambôa wieder beim Fernsehen, beim ersten privaten angolanischen Fernsehsender TV Zimbo.

### Politische Positionen
Gambôa kritisierte mehrmals die angolanische Staatsführung und forderte diese zu einem „stärkeren Dialog“ mit der Bevölkerung des Landes auf. Gambôa versteht sich neben ihrer beruflichen Tätigkeit als soziale Aktivistin und kämpft, nach eigener Aussage, geben Machismus, Gewalt an Frauen, Prostitution, Pornografie und Pädophilie.